# Morakot Sangtaweep
Morakot Sangtaweep (มรกต แสงทวีป), soprannominata Aimee (เอมมี่), pseudonimo di Morakot Kittisara (มรกต กิตติสาระ) (Londra, 1º febbraio 1984), è una modella thailandese, incoronata Miss Thailandia 2004. Il suo nome, "Morakot", vuol dire smeraldo.
Nata e cresciuta in Inghilterra da genitori thailandesi, ha ottenuto la laurea in giurisprudenza presso la Brunel University. Morakot Aimee Kittisara è stata la prima Miss Thailandia ad essere nata al di fuori dei confini nazionali.
Il 27 marzo 2004 è stata incoronata quinta Miss Thailandia Universo a Bangkok, ed il 1º giugno dello stesso anno ha rappresentato la Thailandia a Miss Universo 2004, che si è tenuto presso a Quito, in Ecuador, vinto poi dall'australiana Jennifer Hawkins.
Pur non riuscendo ad ottenere risultati degni di nota durante Miss Universo, Morakot Aimee Kittisara ha comunque ottenuto una notevole popolarità in patria, che le ha permesso di condurre una gara di costumi nazionali durante Miss Universo 2005, che si è svolto in Thailandia.